# Phlogophora roseobrunnea
Phlogophora roseobrunnea là một loài bướm đêm trong họ Noctuidae.